# Roundcube
Roundcube je webový e-mailový klient pracující s protokolem IMAP, napsaný v programovacím jazyce PHP. Nejdůležitější vlastností Roundcube je všudypřítomné využití technologie AJAX, které poskytuje přizpůsobitelnější a ovladatelnější uživatelské rozhraní než je u tradičních webových poštovních klientů. Po dvou letech vývoje byla na začátku roku 2008 vydána první stabilní verze.
Roundcube je svobodný software vydaný pod GNU General Public License.

## Aktuální vlastnosti
- využití technologie PHP a databáze Postgresql, MySQL nebo SQLite
- vícejazyková funkčnost
- plná podpora MIME a HTML zpráv
- psaní zpráv s přílohami
- podpora protokolu IMAP (včetně šifrování SSL/TLS)
- více identit odesílatele
- základní kniha adres
- vyhledávání v knize adres přímo během psaní
- přeposílání zpráv s přílohami
- vytváření a rušení uživatelských složek
- zabudovaná mezipaměť pro rychlý přístup ke schránce
- podpora pro externí SMTP server
- pokročilé uživatelské rozhraní
- neomezený počet uživatelů a zpráv
- kompletní přizpůsobitelnost pomocí skinů
- API pro pluginy, mnoho pluginů od vývojářů Roundcube i jiných autorů